# Tapiena bilobata
Tapiena bilobata är en insektsart som beskrevs av Liu, C. och Kang 2010. Tapiena bilobata ingår i släktet Tapiena och familjen vårtbitare. Inga underarter finns listade i Catalogue of Life.